# La ricerca di Iranon
La ricerca di Iranon (The Quest of Iranon) è un racconto breve di Howard Phillips Lovecraft scritto nel febbraio del 1921. Venne pubblicato per la prima volta sulla rivista amatoriale The Galleon tra il luglio e l'agosto del 1925 e poi, nel numero di marzo del 1939, sulla rivista Weird Tales.
La ricerca di Iranon è da annoverare tra i racconti che Lovecraft preferiva: egli ne parlò come dell'esempio di "uno stile nuovo, attento al pathos oltre che all'orrore". L'idea di fondo è quella del sogno e del fantasticare quali rimedi per il grigiore e la sofferenza del vivere, rimedi che però conducono presto o tardi al disincanto, e dunque non possono che risolversi a loro volta nella morte (poeticamente evocata nel racconto.

## Trama
Iranon è un giovane poeta girovago che canta le glorie e le bellezze di Aira, sua città natale, dove vorrebbe far ritorno. Nel corso del suo lungo viaggio egli resta sempre giovane e si accontenta del poco che la gente gli offre per i suoi canti. Anche quando riceve dei regali di valore, Iranon non diviene avido di ricchezze materiali e seguita a nutrire il desiderio di ritornare a casa. Dopo anni e anni trascorsi tra città straniere e province sconosciute, il poeta giunge una sera alla capanna di un vecchio pastore che finalmente gli rivela la verità su Aira.